# Irediparra gallinacea
Irediparra gallinacea là một loài chim trong họ Jacanidae.